# Carex globulosa
Carex globulosa là một loài thực vật có hoa trong họ Cói. Loài này được Phulphong & D.A.Simpson mô tả khoa học đầu tiên năm 2007.